# PP-19-01 Vityaz
A PP-19 Vityaz (também conhecida como PP-19-01 "Vityaz-SN") é uma submetralhadora 9×19mm Parabellum desenvolvida em 2004 pela fabricante russa de armas leves Izhmash. É baseada no AK-74 e oferece um alto grau de comunalidade de peças com o AK-74. A arma é desenvolvida diretamente a partir da PP-19 Bizon.  "Vityaz" (витязь) significa "cavaleiro".

## Detalhes do projeto

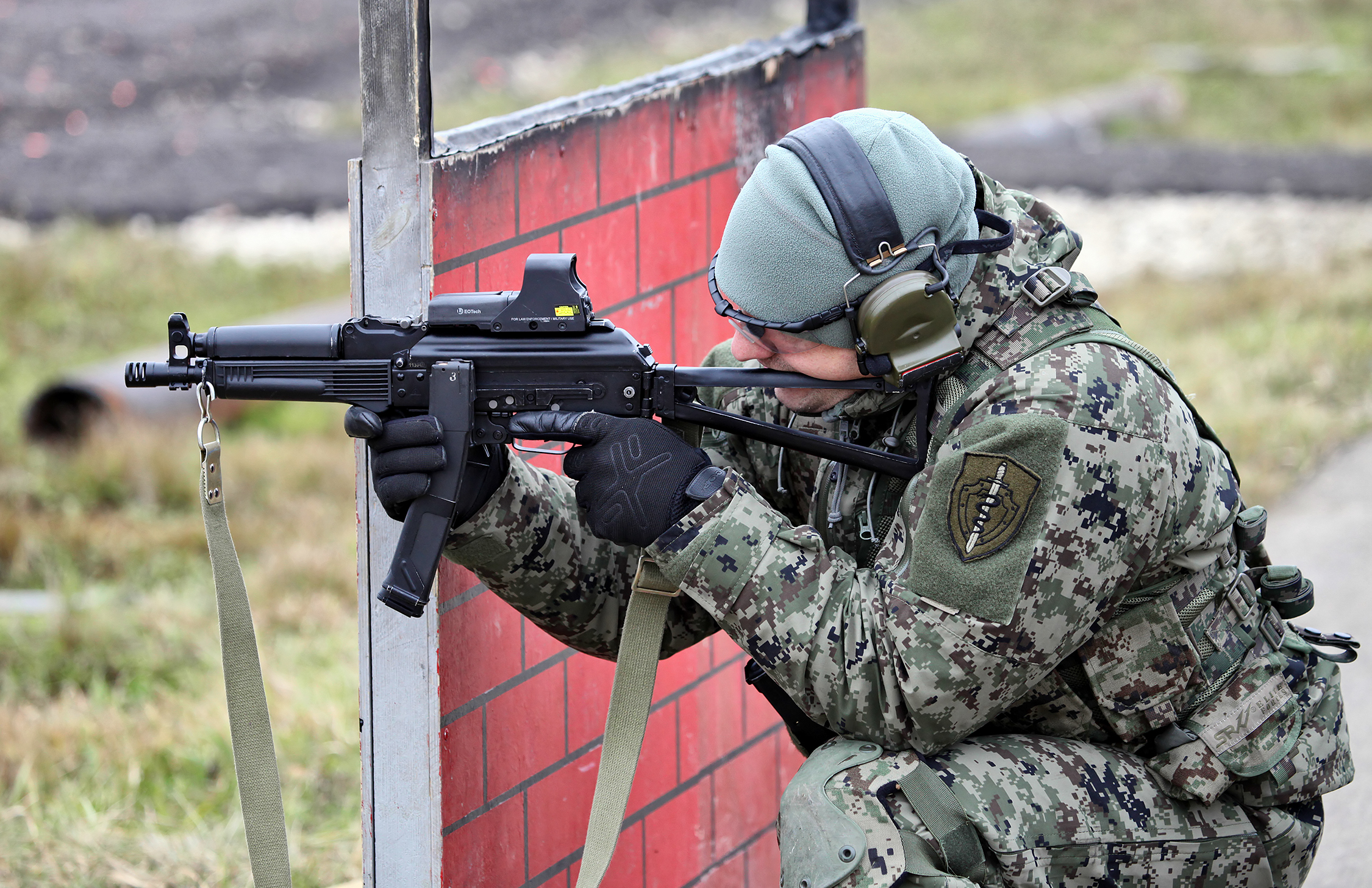
A PP-19 Vityaz na Interpolitex 2013

A PP-19 Vityaz é uma submetralhadora de fogo seletivo que usa um método de operação de ferrolho fechado simples e blowback simples. Como tal, não possui sistema de gás e os componentes internos foram modificados em conformidade. O suporte do ferrolho com alavanca de manejo integral é semelhante à família AK, porém a haste do pistão e o  ferrolho rotativo foram removidos e um peso no ferrolho se estende para dentro do tubo de gás anterior. A mola de retorno e a haste guia são quase idênticas às da família AK.
O PP-19 Vityaz tem um cano de quatro ranhuras com passo de estriamento à direita de 240 mm. Ele possui câmara para o cartucho de pistola 9×19mm Parabellum e também dispara o novo projétil 7N31 perfurante de alta pressão que pode penetrar em trajes de proteção macios. A arma é alimentada por um carregador tipo cofre de 30 cartuchos e vem com um dispositivo de fixação que une dois carregadores. Seu freio de boca possui três pequenas portas retangulares de cada lado que servem para reduzir a elevação da boca, porém seu objetivo principal é proteger a boca de danos. Pode ser equipado com um supressor de som removível.
O PP-19 Vityaz compartilha os mesmos mecanismos de gatilho e segurança do fuzil AK-74. A alavanca seletora é colocada no lado direito do receptáculo, acima do gatilho, e possui três configurações: a configuração "segurança" mais alta desativa o gatilho e bloqueia fisicamente a alavanca de manejo; a posição intermediária (marcada como "АВ") permite o disparo automático e a posição mais baixa ("ОД") ativa a função semiautomática do gatilho. Ele utiliza a coronha de ombro do AKS-74, que se dobra para o lado esquerdo do receptáculo. A empunhadura de pistola é idêntica à empunhadura da série AK-100 e é feita de poliamida 6 reforçada com fibra de vidro preta. O guarda-mão possui pontos de fixação para designador de alvo a laser, lanterna tática e empunhadura frontal.
O PP-19 Vityaz é fornecido com dois tipos de sistema de trilho para montagem de diversas miras ópticas ou de colimador. Um trilho Picatinny na parte superior do receptáculo ou um trilho lateral em cauda de andorinha, e também possui alça de mira e massa de mira do tipo AK padrão.

## Variantes

### Vityaz
A versão original da submetralhadora com trilho lateral padrão e sem a proteção contra poeira gradeada.

### Vityaz-SN
A Vityaz-SN removeu o trilho lateral e adicionou a tampa contra poeira gradeada.

### PPK-20
A PPK-20 é uma modernização adicional da PP-19 Vityaz, desenvolvida e fabricada pela Kalashnikov Concern. A PPK-20 usa a coronha do AK-19, além de ser emitida com guarda-mão do estilo do AK-9 e um novo supressor de ruído. Está sendo exportada.

### Saiga-9
A Saiga-9 é uma versão carabina semiautomática da PP-19 Vityaz com cano de 345 mm vendida no mercado civil russo pela Kalashnikov.

### KP/KR-9
Nos Estados Unidos, a Kalashnikov USA (não associada à Kalashnikov Concern) fabrica um clone de cano de 235 mm chamado KP-9 e um clone de cano de 410 mm chamado KR-9.

## Operadores
- Namíbia: Usada por fuzileiros navais da Namíbia.[7]
- Rússia: Em 2005, foi adotada pelo Ministério do Interior. Usada por várias unidades da Spetsnaz do Ministério do Interior, Serviço de Segurança Federal e Serviço da Guarda Federal. A variante PPK-20 de 9 mm com ergonomia e munição aprimoradas, maior confiabilidade e complementada com um silenciador concluiu os testes estaduais e foi aprovada para produção em série em julho de 2020.[8][9] As Forças Aeroespaciais Russas decidiram incluir a submetralhadora PPK-20 no kit de sobrevivência para pilotos militares.[10]
- Síria: Usada pelo Exército Sírio.[11]
- Uruguai: Usada por forças policiais.[12]